# Camino Cristiano Nicaragüense
Camino Cristiano Nicaragüense (CCN) es un partido político de extrema derecha de Nicaragua, de inspiración cristiana protestante. Fue fundado en 1995 y participó en las elecciones del 20 de octubre de 1996, quedando en estas como la tercera fuerza política del país, con el 4.09% de los votos (71,908), debido al crecimiento que el protestantismo ha experimentado en el país en los últimos 15 años.

## Fundación y elecciones de 1996
En 1995 el pastor protestante Guillermo Osorno de las Asambleas de Dios fundó el partido diciendo que era necesario que hubiera un gobernante evangélico para Nicaragua. Quedó en la casilla 2 y su lema era: Si confías en Dios vota en la casilla número dos; en las elecciones del 20 de octubre de 1996 obtuvo el 4.09% de los votos (71,908), siendo el tercer partido más votado en dichos comicios después de la Alianza Liberal (AL) –coalición de los partidos Liberal Constitucionalista (PLC), Liberal Independiente de Unidad Nacional (PLIUN) y Neoliberal (PALI)– de Arnoldo Alemán quien ganó con el 50.99% de los votos (896,207) y el Frente Sandinista de Liberación Nacional (FSLN), de Daniel Ortega que perdió con el 37.83% (664,909). Tuvo su propia bancada en la Asamblea Nacional de Nicaragua.

## Elecciones de 2000 y 2001
En las elecciones municipales del 5 de noviembre de 2000 participó solo en dichos comicios y no ganó ninguna alcaldía, aunque tuvo como candidato a alcalde de la capital Managua al periodista Carlos Guadamuz Portillo, disidente del FSLN, quien fue asesinado el 10 de febrero de 2004 por criticar a ese partido. El lema del CCN en tales comicios era Votá en la tres, no te equivoqués.
En las elecciones presidenciales del 4 de noviembre de 2001 el CCN participó coaligado junto con los partidos Resistencia Nicaragüense (PRN), Liberal Independiente (PLI) y otros pequeños partidos de la antigua Unión Nacional Opositora (UNO) al Partido Liberal Constitucionalista (PLC) llevando al poder al Ingeniero Enrique Bolaños Geyer con el 56.1% de los votos (1,216,863), el FSLN perdió con (915,417) y el Partido Conservador (PC) quedó en tercer lugar con 29,933 votos.
En las elecciones municipales de 2004, las presidenciales de 2006 y las municipales de 2008 estuvo coaligado con el PLC.